# 岡崎五朗
岡崎 五朗（おかざき ごろう、1966年 - ）は、日本のモータージャーナリスト。トヨタ・モビリティ基金理事。日本自動車ジャーナリスト協会理事。日本カー・オブ・ザ・イヤー選考委員。ワールドカーアワード選考委員。インターナショナル・エンジン・オブ・ザ・イヤー選考委員。
東京都出身。父親は、同じく自動車評論家である岡崎宏司。神奈川県横浜市都筑区在住。
青山学院大学理工学部機械工学科在学中から、自動車雑誌『CAR and DRIVER』（ダイヤモンド社）などでのアルバイトを開始。同学卒業と同時にフリーランスのモータージャーナリストとなった。

## その他
日本カー・オブ・ザ・イヤー選考委員（2009 - 2019等）。

## 出演
- テレビ番組『新車ファイル クルマのツボ』（テレビ神奈川） - 2005年から2008年まで
- テレビ番組『岡崎五朗のクルマでいこう!』（テレビ神奈川） - 2008年から。『クルマのツボ』の後番組